# Limite de Banach
En mathématiques, une limite de Banach, du nom de Stefan Banach, est une forme linéaire continue {\displaystyle \phi \colon \ell ^{\infty }\to \mathbb {C} } sur l'espace de Banach ℓ∞ des suites bornées de nombres complexes, telle que pour toute suite {\displaystyle x=(x_{n})} dans {\displaystyle \ell ^{\infty }}, on ait :
1. si {\displaystyle x_{n}\geq 0} pour tout {\displaystyle n\in \mathbb {N} }, alors {\displaystyle \phi (x)\geq 0} (positivité) ;
2. {\displaystyle \phi (x)=\phi (Sx)}, où {\displaystyle S} est l'opérateur de décalage défini par {\displaystyle (Sx)_{n}=x_{n+1}} (invariance par décalage) ;
3. si {\displaystyle x} est une suite convergente, alors {\displaystyle \phi (x)=\lim x}.

Ainsi, {\displaystyle \phi } est un prolongement de la forme linéaire continue 
{\displaystyle \lim \colon (x_{n})\in {\mathcal {C}}\longmapsto \lim _{n\to +\infty }x_{n}\in \mathbb {C} }
où {\displaystyle {\mathcal {C}}\subset \ell ^{\infty }} est le sous-espace fermé des suites convergentes au sens usuel.
En d'autres termes, une limite de Banach étend la notion de limite usuelle, et est de plus linéaire, invariante par décalage et positive. Cependant, il existe des suites pour lesquelles il n'y a pas unicité de la valeur de leur limite de Banach.
Dans le cas particulier où la suite {\displaystyle (x_{n})} est à valeurs réelles, il résulte de la définition que son image par {\displaystyle \phi } est encadrée par ses limites inférieure et supérieure :
{\displaystyle \liminf _{n\to \infty }x_{n}\leq \phi (x)\leq \limsup _{n\to \infty }x_{n}.}
L'existence de la limite de Banach est souvent démontrée via le théorème de Hahn-Banach ou via l'utilisation d'ultrafiltres. Ces constructions nécessitent l'axiome du choix et ne sont donc pas constructives. 

## Suites presque convergentes
Il existe des suites qui ne sont pas convergentes mais qui ont une unique limite de Banach. Par exemple, si {\displaystyle x=(1,0,1,0,\ldots )},
alors {\displaystyle x+S(x)=(1,1,1,\ldots )} est une suite constante et donc
{\displaystyle 2\phi (x)=\phi (x)+\phi (Sx)=\phi (x+Sx)=\phi ((1,1,1,\ldots ))=\lim((1,1,1,\ldots ))=1.}
Par conséquent, une limite de Banach de cette suite vaut nécessairement {\displaystyle 1/2}.
Une suite bornée {\displaystyle x} qui a pour propriété que pour chaque limite de Banach {\displaystyle \phi }, la valeur {\displaystyle \phi (x)} est la même est appelée suite presque convergente (en).